# Universitat de Tolosa III
La Universitat de Tolosa III, (nom d'ús: Universitat Paul Sabatier) és una universitat francesa, situada a Tolosa de Llenguadoc. Forma part del Pol de recerca i d'ensenyament superior Universitat de Tolosa i de l'Acadèmia de Tolosa de Llenguadoc. Ha accedit a les «competències ampliades» (en aplicació de la LRU, Llei relativa a les llibertats i responsabilitats de les universitats) el gener de 2010.
La universitat està especialitzada en les ciències, les tecnologies, les disciplines de la salut i els esports.
Fou constituïda el 1969, a conseqüència de la Llei Faure, per la reagrupació de les facultats de ciències i les facultats mèdiques de l'antiga Universitat de Tolosa. Compta amb 27 000 estudiants.

## Història
L'antiga Universitat de Tolosa va ser creada el 1229. Fou suprimida, com totes les altres universitats, per la Convenció el 1793 i va ser recreada el 1896. En resposta al maig del 68 i a la Llei Faure, va ser partida en tres noves universitats i un institut nacional politècnic.

### Històric
Al final dels anys 1950, Émile Durand (degà de la facultat de les ciències de Tolosa de Llenguadoc) llança la idea de la creació d'un campus, a l'americana, per allotjar la facultat de les ciències. A la mateixa època es decideix crear a Tolosa de Llenguadoc un institut nacional de les ciències aplicades lligat a la facultat de les ciències. L'INSA (Institut Nacional de les Ciències Aplicades) de Tolosa de Llenguadoc és obert el 1962 al barri de Rangueil; en els anys que segueixen, nombrosos ensenyaments de la facultat de les ciències, són transferits dels locals de l'avinguda Jules Guesde cap a les noves instal·lacions amb grans equipaments i nombroses sales de classe. Es fa possible crear despatxos per als professors i laboratoris de recerca.
Al mateix temps que el campus de la facultat de les ciències es constitueix el que s'anomena complex científic de Rangueil, en el qual s'instal·len les escoles com l'Escola Nacional Superior de l'Aeronàutica i de l'espai (coneguda sota el nom de «Supaéro» i esdevinguda l'Institut Superior de l'Aeronàutica i de l'Espai en el marc d'una reagrupació amb l'Escola Nacional Superior d'Enginyers de Construccions Aeronàutiques) o l'Escola Nacional de l'Aviació Civil, però també laboratoris de recerca, com el Laboratori d'Anàlisi d'Arquitectura de Sistemes, o el Centre d'Estudi Espacial de les Radiacions.
El desplaçament dels ensenyaments mèdics és més tardà i posterior a la creació de la universitat. El nou hospital que té l'estatut de Centre Universitari no és obert fins al 1975 i pren el nom de Rangueil encara que és situat sobre el cim del pujol de Pech David, allunyat del lloc dit Rangueil. L'hospital de Purpan situat al nord-oest de Tolosa de Llenguadoc serveix de Centre Universitari per a la meitat dels estudiants de medicina de Tolosa de Llenguadoc. Els cursos teòrics i l'administració de la Unitat de Formació i Recerca mèdica de Purpan són als locals el l'antiga facultat de medecina al 37 de l'Avinguda Jules Guesde.
El desplaçament de les facultats cap al barri de Rangueil s'ha produït en un període de fort creixement del nombre d'estudiants. Nombrosos allotjaments han estat construïts per allotjar els estudiants, sobretot de les ciutats universitàries administrades pel CROUS, la de Rangueil i la de Ponsan. També hi ha tres restaurant universitaris depenent del CROUS.
El 18 de desembre de 1969, la universitat de Tolosa III pren el nom d'ús de Paul Sabatier, premi Nobel de Química el 1912, que va ensenyar a la facultat de les ciències de Tolosa de Llenguadoc. La universitat comprenent més o menys tants científics com metges, havia desitjat trobar un nom lligat de manera simultània a la ciència i a la medicina. El nom del professor de medicina Ducuing havia estat també proposat enfront al de Paul Sabatier.

### Unitats de formació i de recerca
La universitat està estructurada en Unitats de Formació i Recerca: 
- Matemàtiques Informàtica Gestió; Ciències de la vida i de la terra; Física Química Automàtica; Llengües vives; Facultat de Medicina Rangueil; Facultat de Medicina Purpan; Facultat de les Ciències Farmacèutiques; Facultat de Cirurgia Dental; Ciències i tècniques de les activitats físiques i esportives.

### Instituts i altres estructures lligades
- Institut Universitari de Tecnologia De Tolosa de Llenguadoc.
- Observatori Midi-Pyrénées.
- Institut Universitari de Tecnologia de Tarbes
- el CEMES

## Ensenyament i recerca

### Títols
La universitat Tolosa-III concedeix títols en tres àmbits que es subdivideixen en especialitats:
- Ciències, tecnologies, salut
  - Matemàtiques i aplicacions
  - Informàtica
  - Física
  - Química
  - Electrònica, electrotècnia, automàtica
  - Mecànica i enginyeria
  - Química, biologia, física, salut
  - Ciències de la vida i de la salut
  - Ecologia
  - Ciències de la Terra i del medi ambient

- Dret, economia, gestió
  - Gestió
  - Informació - Comunicació

- Ciències i tècniques de les activitats físiques i esportives
  - Activitat física adaptada
  - Educació i motricitat
  - Entrenament esportiu
  - Gestió d'Empreses de l'esport

#### Màster
La universitat lliura el Màster en els àmbits i mencions següents:
- Ciències, tecnologies, salut
  - Bioquímica i biotecnologies
  - Biologia, salut
  - Química
  - Ecologia
  - Electrònica, electrotècnia, automàtica
  - Enginyeria mecànica, enginyeria civil, enginyeria de l'hàbitat
  - Informàtica (en associació amb École nationale de l'aviation civile[2])
  - Informàtica de les organitzacions
  - Materials
  - Matemàtiques i aplicacions
  - Mecànica, energètica, procediments
  - Microbiologia - Agrobiociències
  - Física i astrofísica
  - Salut pública
  - Ciències de la Terra i del medi ambient

- Dret, economia, gestió
  - Gestió de les organitzacions

- Ciències humanes i socials
  - Informació - Comunicació

- Ciències, tecnologies, salut
  - Ciències de l'esport i del moviment humà

### Doctorat
L'UPS és un centre coacreditat per a 11 de les 15 escoles doctorals del Migdia-Pirineus (i centre de suport de sis d'elles):
9 escoles doctorals de l'àmbit Ciència-Tecnologia-Salut:
- Biologia, salut, biotecnologies
- Enginyeria elèctrica, electrònica, telecomunicacions
- Matemàtiques, informàtica, telecomunicacions de Tolosa de Llenguadoc
- Ciències de la matèria
- Ciències de l'Univers, del medi ambient i de l'espai
- Aeronàutica, astronàutica
- Mecànica, energètica, enginyeria civil, procediments
- Sistemes

2 escoles doctorals de l'àmbit Ciències Humanes i Socials:
- Comportament, llenguatges, educació, socialització, cognició
- Lletres, llengua, cultures

### Estudis de salut
- Medicina
- Odontologia
- Farmàcia
- Llevadora
- Estudis paramèdics.

### Altres
Diploma d'Estudis Universitaris Científics i Tècnics, Diploma Universitari en Tecnologia, Títol Professional, formació continua...

### Rànquing
La universitat de Tolosa III està classificada amb el número 292 a la Classificació acadèmica de les universitats mundials, Academic Ranking of World Universities, per a l'any 2008. En aquesta classificació, se situa a la forquilla 80-124 de les millors universitats europees i 8-14 de les millors universitats franceses.

## Localització
L'essencial de la universitat està situat en el municipi de Tolosa de Llenguadoc tanmateix certes línies d'ensenyament són a Tarbes, Auch, o Castres i laboratoris de recerca lligats a la universitat es poden trobar a Auzeville-Tolosane o al Pic del Migdia.
El campus es desplega sobre una superfície de 124 hectàrees, essencialment al barri de Rangueil, al sud de la ciutat de Tolosa de Llenguadoc, a la vora del Canal del Migdia. Està compost de 390 472 m2 de locals dels quals 147 000 m2 per a la recerca, i de 99 laboratoris de recerca.
Des del 30 de juny de 2007, el campus és servit per la línia B del Métro Toulousain, i es troba prop de tres estacions: Faculté de pharmacie, Université Paul Sabatier i Ramonville. L'Avinguda Jules Guesde on es troben els laboratoris i ensenyaments de la universitat se situa prop de l'estació Palais de Justice.
Avui, la Universitat Paul Sabatier és al cor del pol de competitivitat Aerospace Valley.

## Famós professor
- Ernesto Carmona Guzmán, químic espanyol